# Jan van Batenburg
Jan van Batenburg (* um 1495; † 1538 in Vilvoorde) war Führer der nach ihm benannten militanten Täufergruppe der Batenburger (auch Zwaardgeesten).

## Leben
Jan van Batenburg wurde um 1495 als illegitimer Sohn des aus dem niederländischen Gelderland stammenden Dirk van Batenburg geboren. Batenburg wurde später Bürgermeister der Stadt Steenwijk in der Region Overijssel. Als die Overijssel 1528 an die Habsburger fiel, verlor er unter dessen neuer Regierung sowohl seinen Posten als Bürgermeister als auch seinen Besitz.
Nach 1530 schloss sich Batenburg der neu entstandenen reformatorischen Täuferbewegung an und sammelte deren militante Ausläufer bald um sich. Die nach ihm benannten Batenburger oder Zwaardgeesten verwarfen nach dem Untergang des Täuferreichs von Münster jede Form der Taufe, legitimierten die Vielehe und erklärten entsprechend ihrer apokalyptischen Theologie, dass die Zeit der Gnade Gottes nun vorüber sei und stattdessen die Zeit seines Zornes gekommen sei. Mit ihrer Verbindung von Religion und Gewalt stellten sie sich bewusst in Opposition zu den anderen Täufergruppen, die im Sinne der Stäbler einen religiös motivierten Pazifismus vertraten. Batenburg selbst nahm wahrscheinlich schon 1535 an einem Aufstand im friesischen Oldeklooster teil.
Im August 1536 kam es in Bocholt zu einer Zusammenkunft von Vertretern der Batenburger, der nach David Joris benannten Joristen und der nach Obbe Philips benannten Obbeniten (die später als Mennoniten bezeichnet wurden), auf der vor allem David Joris um einen Ausgleich zwischen den divergierenden Täufergruppen bemüht war. Eine wirkliche Einigung kam jedoch nicht zustande. Die Gruppe um David Joris wandte sich bald wieder den etablierten Kirchen zu und besonders die späteren Mennoniten lehnten Gewalt als religiöses Mittel von je her strikt ab. Menno Simons sah in den Batenburgern und auch in den David-Joristen verderbte Sekten.
Jan van Batenburg wurde 1538 im Brabant festgenommen und auf dem Scheiterhaufen verbrannt. Trotz des Todes von Batenburg und ihrer zunehmenden Isoliertheit hielt sich ein Teil der Gruppe noch bis 1580. Sie waren vor allem im Raum Overijssel aktiv, wo sie unter dem Vorwand göttlicher Rache raubten und mordeten. Bis 1545 führte sie der aus Leiden stammende Weber Cornelis Appelman. Als ihr letzter Vertreter wurde 1580 der polygamistisch lebende Jan Willems auf dem Scheiterhaufen verbrannt.